# Ḿ

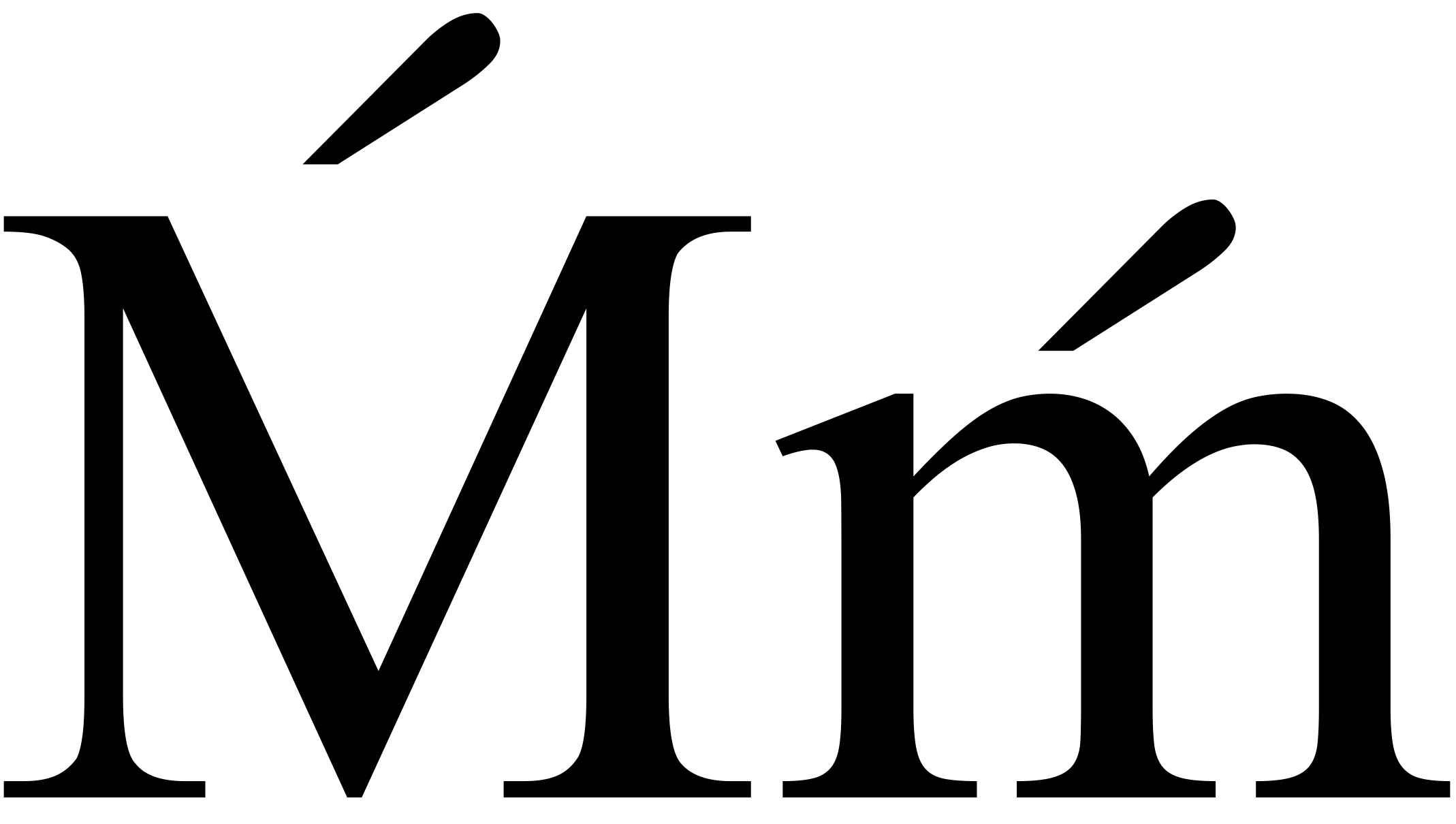

Ḿ, ḿ (M-양음 부호)은 중국어 한어병음의 글자이다. 한어병음에서 ḿ은 "m"의 양평(阳平, 높은 상승조) 성조를 나타낸다. 이는 또한 옛 소르비아어 알파벳과 옛 폴란드어에서도 사용되었다.
이 글자는 적도 기니의 언어인 부베어 알파벳에서도 사용된다. 또한 에스토니아 남부의 언어인 버로어에서도 사용된다.

## 문자 매핑
| 문자 집합 | 유니코드 |
| --------- | -------- |
| 대문자 Ḿ  | U+1E3E   |
| 소문자 ḿ  | U+1E3F   |

## 같이 보기
- 양음 부호